# Bandenspanningsmeter
Een bandenspanningsmeter is een stuk gereedschap om de luchtdruk (bandenspanning) in de band van een voertuig te meten.
In de meeste gevallen wordt deze druk als overdruk weergegeven in bar. Bij een druk van 1 bar (buitenluchtdruk) geeft de meter "0" aan. De SI-eenheid voor druk is pascal. Daarom zijn er ook bandenspanningsmeters die de druk in kPa (kilopascal) aangeven, terwijl in het Brits-Amerikaans maatsysteem PSI (Pound-force per square inch) wordt gebruikt.
Bij elektrische (digitale) bandenspanningsmeters kan men vaak zelf de gewenste eenheid instellen. Het omrekenen van bar naar kPa of andersom is vrij eenvoudig: 1 bar is 100 kPa.